# 이와쿠니 비행장
이와쿠니 비행장(岩国飛行場 이와쿠니 히코조[*])는 일본 야마구치현 이와쿠니시의 비행장으로, 이와쿠니역에서 동남쪽으로 24 km (15 mi) 떨어진 니시키 강 삼각주에 있다.
현재 민간용 공항이자, 주일 미 해병대와 해상자위대의 항공기지로 쓰이고 있는데, 각 구역은 전일본공수에서 운항중인 이와쿠니 긴타이쿄 공항(岩国錦帯橋空港 이와쿠니 긴타이 교 쿠코[*]), 해상자위대의 이와쿠니 항공기지(岩国航空基地 이와쿠니 고쿠키치[*]), 미국 해병 항공대의 이와쿠니 해병대 항공기지(영어: Marine Corps Air Station Iwakuni (MCAS Iwakuni))로 나뉘어 있다.

## 역사

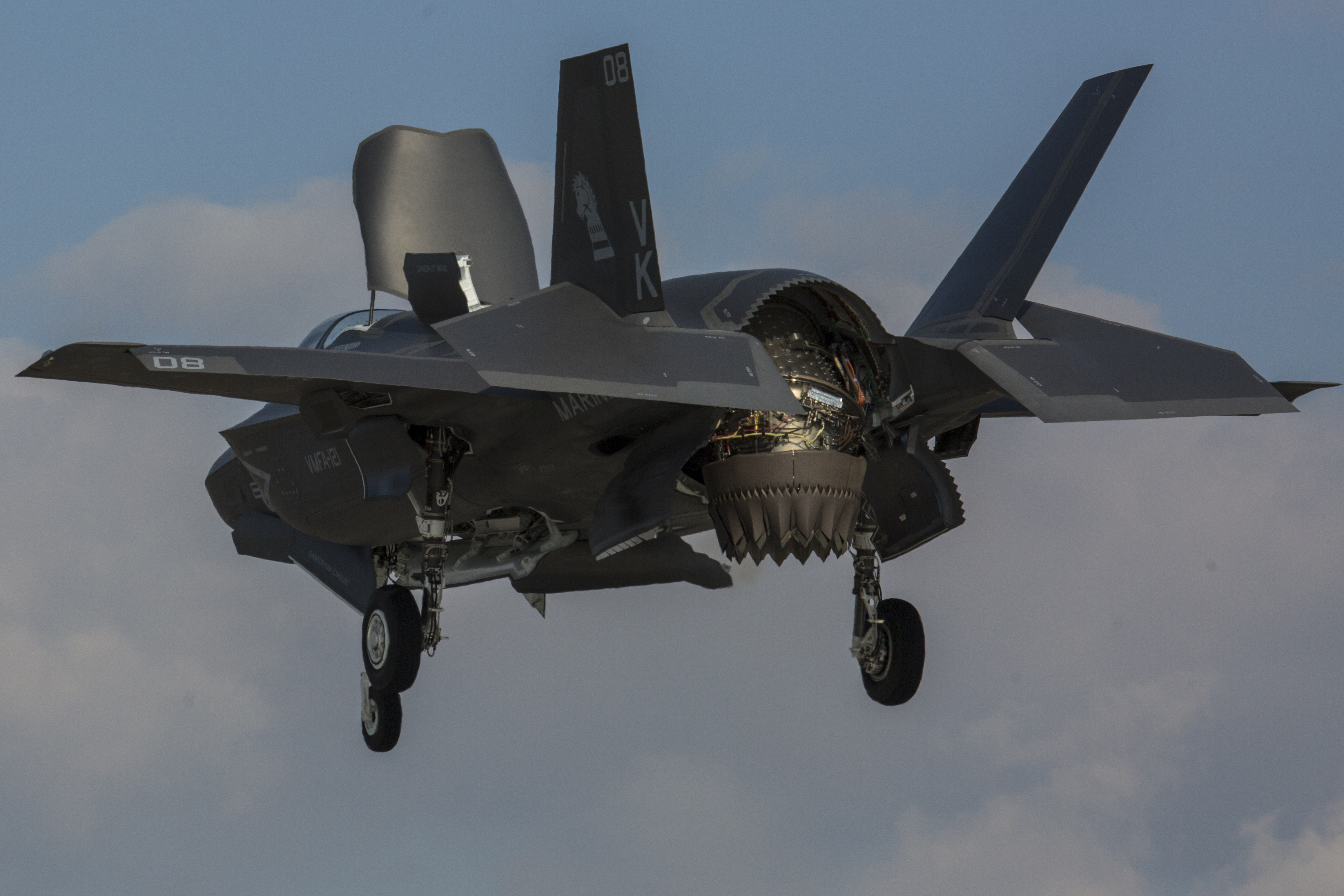
2017년 2월, F-35B 수직이착륙 스텔스 전투기가 이와쿠니에 수직으로 착륙중이다.

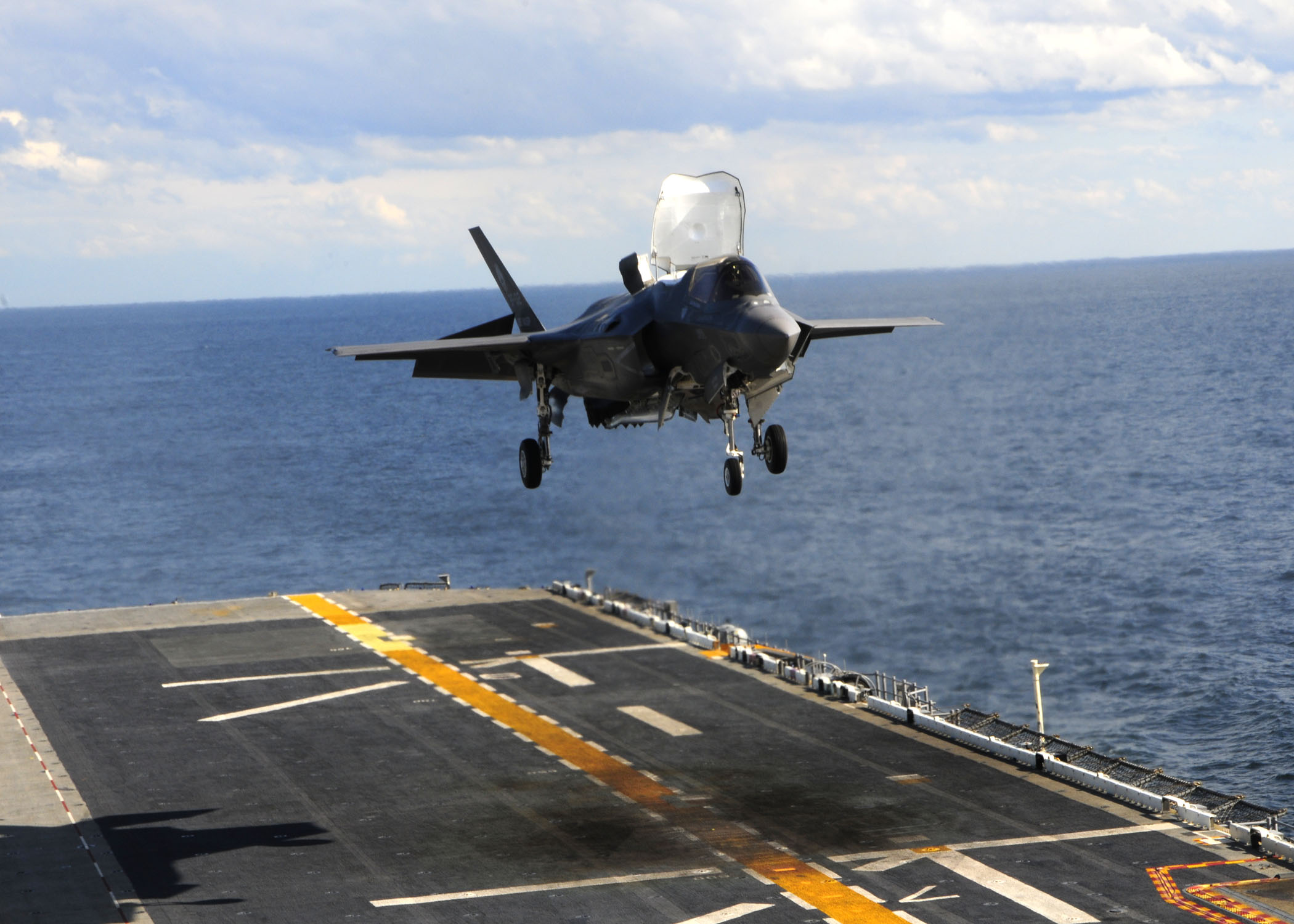
이와쿠니의 F-35B 전투기가 와스프함에 착륙중이다.

2017년 1월 18일, F-35B 2대가 이와쿠니에 도착했다. 오키나와 후텐마 비행장의 KC-130 공중급유기 15대를 이와쿠니로 이전했다. 1월말, F-35B 8대가 이와쿠니에 도착했다. 7월, 항공모함 USS 로널드 레이건 (CVN-76)의 함재기 60여대가 이와쿠니에 배치되었다. 8월, F-35B 6대가 이와쿠니에 도착해 미국 해병 항공대의 제121해병전투공격대대 (VMFA-121)의 이전이 완료되었다. 미국의 F-35B 비행대대가 영구적으로 전방 배치되었다. VMFA-121는 작전시 사세보 해군 기지에 정박하고 있던 USS 와스프 (LHD-1)에 탑재된다.
요코스카 해군기지에 주둔해 있는 미국 제7함대의 기함인 니미츠급 항공모함 등 전세계에 배치된 11대의 미국 항공모함의 맥도넬더글러스 F/A-18 호넷, 보잉 F/A-18E/F 슈퍼 호넷 전투기에 B61 핵폭탄이 장착되어 있다. 요코스카 해군기지에서 대한민국의 휴전선까지는 1,200 km 떨어져 있으며, 보잉 F/A-18E/F 슈퍼 호넷의 전투행동반경은 722 km, F-35C의 전투행동반경은 1,100 km이다. 공중급유를 받으면 즉시 북한에 대한 핵공격이 가능하다. 2017년 요코스카 해군기지의 니미츠급 항공모함 함재기 60대를 이와쿠니 비행장에 배치했다. 이와쿠니 비행장은 대힌민국 휴전선까지 650 km 거리로, 함재기의 전투행동 반경 안에 들어온다.
2021년 USS 로널드 레이건 (CVN-76)에 탑재될 F-35C 전투기가 이와쿠니 비행장에 배치될 계획이다. 미군 기관지 성조지는 2018년 4월 2일 일본 주둔 미 해군 대변인을 인용, 미 해군이 오는 2021년 이후 F-35C기를 일본 야마구치(山口) 현 이와쿠니(岩國) 해병 항공기지에 전진 배치할 예정이라고 보도했다.

## 주둔
- 주일 미 해군
  - 제5항공모함항공단
  - 요코스카 미국 해군병원, NFBC 이와쿠니
- 주일 미 해병대
  - 이와쿠니 본부 및 본부대대 (Headquarters and Headquarters Squadron (H&HS))
  - 제12해병항공기단 (MAG-12)
    - VMFA-121
    - VMFA-242
    - VMGR-152
    - 제171해병항공단지원대대 (MWSS-171)
    - 제12해병항공군수대대 (MALS-12)

  - 제36전투군수중대 (Combat Logistics Company 36 (CLC-36))
  - 제4해병항공관제대대 (MACS-4), 브라보 분견대
- 해상자위대
  - 제31항공군
    - 이와쿠니 항공기지대

  - 제111항공대
  - 이와쿠니 시스템통신대
  - 이와쿠니 경무분견대
  - 표적기정비대 (에다지마)
  - 쇄빙선 시라세 (AGB-5003)
  - 요코스카 지방대, 시라세 비행과

## 같이 보기
- 주일 미군의 시설 목록
- 해상자위대의 기지 목록